# Oṃ tāre tuttāre ture svāhā
Om tare tuttare ture swaha  è il mantra del bodhisattva Tārā, il cui nome in lingua italiana significa «Stella». È molto recitato nel Buddismo Mahāyāna. In italiano si traduce con "Om, Liberatrice, che elimini ogni paura, e che concedi ogni successo, possano le tue benedizioni radicarsi nel nostro cuore"

## Descrizione
Il mantra di Tārā, che ha sette occhi così da poter vedere chi ha bisogno del suo aiuto dovunque e in ogni momento, ragion per cui è spesso chiamata Salvatrice o Liberatrice, ha la proprietà di sviluppare una grossa forza energetica, necessaria per sviluppare un karma positivo e per beneficiare tutti gli esseri senzienti.
- Oṃ rappresenta la Natura di Buddha;
- Tare implica la rinuncia a Duḥkha;
- Tuttare indica la liberazione dai pericoli esterni e da quelli interni;
- Ture simboleggia la cessazione della confusione, e il bisogno di disfarsi della dualità;
- Swaha significa «così sia», e indica la dedica della nostra energia al beneficio di tutti gli esseri senzienti. Si traduce anche in: «Possa il significato del mantra mettere radici nella mia mente»;

Nel Buddismo tibetano, il mantra di Tārā, che rappresenta lunga vita e salute, non solo elimina le malattie e le situazioni avverse, oltre che lo stesso karma negativo ereditato da passato, ma assicura anche una benedizione di lunga durata, e sviluppa la saggezza di venire meno alla legge della reincarnazione. Chi lo recita dovrebbe visualizzare Tārā con la mano destra che concede realizzazione ed esaudisce i desideri dei devoti, mentre con la sinistra regge un loto, simbolo della purezza.